# Bawię się świetnie (singel)
Bawię się świetnie – premierowy singel albumu Ani o tym samym tytule. Ukazał się we wrześniu 2012 roku. Tytuł piosenki to rodzaj ironii. Tekst utworu odnosi się do uświadamiania sobie pewnego przeskoku w życiu, świadomości przemijania, zakończenia okresu młodości.

## Notowania
| Lista                                | Pozycja |
| ------------------------------------ | ------- |
| Lista Przebojów Polskiego Radia PIK  | 2       |
| Lista Przebojów Programu Trzeciego   | 14      |
| Lista Przebojów Radia Białystok      | 3       |
| Lista Przebojów Radia RDN            | 1       |
| Lista Przebojów Radia Złote Przeboje | 21      |
| Poplista RMF                         | 1       |
| Szczecińska Lista Przebojów          | 3       |

## Teledysk
Teledysk został nakręcony 10 października 2012 r. w hotelu Hilton w Warszawie. Premiera wideoklipu odbyła się 18 października 2012 r. w serwisie YouTube. W obrazie oprócz artystki pojawili się: Jan Wieczorkowski, Dorota Deląg i Marta Dąbrowska oraz koledzy Ani z zespołu - Marcin Ułanowski i Łukasz Korybalski. Teledysk wyreżyserowała Marta Pruska.